# Qatar Amiri Flight
Qatar Amiri Flight (IATA: —, OACI: QAF, e indicativo AMIRI), es una aerolínea chárter propiedad del Gobierno de Catar. Atiende exclusivamente a la familia real de Catar y miembros destacados del personal gubernamental.
La gran mayoría de la flota se encuentra pintada con los distintivos colores estándar de Qatar Airways, la aerolínea de bandera nacional, y tiene su base en el Aeropuerto Internacional Hamad de Doha.

## Historia
Qatar Amiri Flight se fundó en 1977, con una flota de pequeños aviones privados exclusivamente para la élite catarí. Sin embargo, con el tiempo, la aerolínea se expandió y adquirió una flota más grande y diversa para satisfacer las necesidades de transporte de los gobiernos y otros altos funcionarios.

## Flota
A junio de 2023, la flota operada por Qatar Amiri Flight consta de los siguientes aviones:
| Avión                       | En servicio | Pedidos | Pasajeros (clase única)                           | Matrículas                                        | Antigüedad                                        | Notas                                             |
| --------------------------- | ----------- | ------- | ------------------------------------------------- | ------------------------------------------------- | ------------------------------------------------- | ------------------------------------------------- |
| Airbus A319 ACJ             | 3           | —       | VIP                                               | A7-HHJ                                            | 22,6 años                                         |                                                   |
| Airbus A319 ACJ             | 3           | —       | VIP                                               | A7-MED                                            | 13,5 años                                         |                                                   |
| Airbus A319 ACJ             | 3           | —       | VIP                                               | A7-MHH                                            | 13,8 años                                         |                                                   |
| Airbus A320 ACJ             | 3           | —       | VIP                                               | A7-AAG                                            | 24,5 años                                         | «Laffan»                                          |
| Airbus A320 ACJ             | 3           | —       | VIP                                               | A7-HSJ                                            | 10,9 años                                         | «Capricorn»                                       |
| Airbus A320 ACJ             | 3           | —       | VIP                                               | A7-MBK                                            | 13,5 años                                         |                                                   |
| Airbus A330                 | 2           | —       | VIP                                               | A7-HHM                                            | 19,0 años                                         |                                                   |
| Airbus A330                 | 2           | —       | VIP                                               | A7-HJJ                                            | 21,0 años                                         | «Musheireb»                                       |
| Airbus A340                 | 3           | —       | VIP                                               | A7-HHK                                            | 30,1 años                                         |                                                   |
| Airbus A340                 | 3           | —       | VIP                                               | A7-AAH                                            | 20,2 años                                         |                                                   |
| Airbus A340                 | 3           | —       | VIP                                               | A7-HHH                                            | 20,0 años                                         | «Qatar»                                           |
| Boeing 747-8 BBJ            | 3           | —       | VIP                                               | A7-HBJ                                            | 11,2 años                                         | «المرقاب»                                         |
| Boeing 747-8 BBJ            | 3           | —       | VIP                                               | A7-HHE                                            | 11,4 años                                         |                                                   |
| Boeing 747-8 BBJ            | 3           | —       | VIP                                               | A7-HHF                                            | 9,3 años                                          |                                                   |
| Boeing C-17 Globemaster III | 1           | —       | VIP                                               | A7-MAB                                            | 13,8 años                                         | Operado por Qatar Emiri Air Force.                |
| Avión                       | 15          | —       | Edad media de la flota (junio de 2023): 16,9 años | Edad media de la flota (junio de 2023): 16,9 años | Edad media de la flota (junio de 2023): 16,9 años | Edad media de la flota (junio de 2023): 16,9 años |